# 玉峰山普润中学旧址
玉峰山普润中学旧址，位于山西省临汾市洪洞县大槐树镇前坡底村南玉峰山洪洞一中校园内，建于1918年。
普润中学（China inland missnis middle school）创办于1904年（清光绪三十年），发起人是内地会副会长、“剑桥七杰”之一的何斯德（Dixon Edward Hoste，1861-1946），用以纪念内地会创始人戴德生（1832—1905）和华北总牧师席胜魔。最初设于城内文庙街山西内地会总部大院。1912年在城北玉峰山开始兴建新校舍，由内地会山西总牧师陆义权负责，到1918年全部竣工，占地面积约100余亩，建筑面积5.1万平方米，包括中西结合风格的楼房九幢。1941年12月8日，太平洋战争爆发，日军占据普润中学，学校被迫停办。1948年，洪洞一中迁入办学。1969年，校园由部队进驻，直至2005年部队迁出，建筑按原样修复。2011年，洪洞一中迁回。
玉峰山普润中学旧址已公布为洪洞县文物保护单位。